# Барбара Гендрікс
Барбара Гендрікс (нім. Barbara Hendricks; нар. 29 квітня 1952, Клеве) — німецька політична діячка, член Соціал-демократичної партії Німеччини (СДП), з 17 грудня 2013 року до 14 березня 2018 року — міністр екології, охорони природи, будівництва та безпеки ядерних реакторів. У 1998—2007 роках — парламентський статс-секретар при міністерстві фінансів.

## Політична кар'єра
Барбара Гендрікс є членом СДП з 1972 року. У 1984—1989 роки була членом регіонального уряду району Клеве. З 1994 року за підсумками голосування по земельних списках Північного Рейну-Вестфалії є депутатом Бундестагу, де в 1995—1998 роках очолювала парламентську фракцію СДП.
У 1998—2007 роки Гендрікс обіймала посаду парламентського статс-секретаря при міністерстві фінансів Німеччини. У листопаді 2007 року вона покинула цей пост, ставши федеральною скарбницею СДП. У грудні 2013 року Гендрікс призначили федеральним міністром у Міністерство навколишнього середовища, охорони природи, будівництва та безпеки ядерних реакторів.

## Особисте життя
Барбара Гендрікс зробила камінг-аут 2013 року, розповівши в одному з інтерв'ю, що буде святкувати Різдво зі своєю партнеркою. Практично відразу після набрання чинності закону про одностатеві шлюби 30 жовтня 2017 року 65-річна Гендрікс уклала шлюб з французькою громадянкою — 56-річною вчителькою, з якою вона до того моменту перебувала в стосунках протягом 20 років.